# Tomoceridae
Tomoceridae is een familie van springstaarten en telt 147 beschreven soorten.

## Taxonomie
- Onderfamilie Lepidophorellinae - Absolon K, 1903
  - Geslacht Antennacyrtus - Salmon, JT, 1941
    - Antennacyrtus insolitus - Salmon, JT, 1941, t.t.

  - Geslacht Lasofinius - Ireson & Greenslade P, 1990
    - Lasofinius gemini - Ireson & Greenslade P, 1990
    - Lasofinius willi - Ireson & Greenslade P, 1990, t.t.

  - Geslacht Lepidophorella - Schäffer, 1897
    - Lepidophorella australis - Carpenter, GH, 1925
    - Lepidophorella brachycephala - (Moniez, 1894) Denis, 1923
    - Lepidophorella communis - Salmon, JT, 1937
    - Lepidophorella flavescens - (Nicolet, H, 1847) Schäffer, 1897
    - Lepidophorella fusca - Salmon, JT, 1941
    - Lepidophorella nigra - Salmon, JT, 1943
    - Lepidophorella rubicunda - Salmon, JT, 1941
    - Lepidophorella spadica - Salmon, JT, 1944
    - Lepidophorella tiegsi - (Womersley, H, 1942)
    - Lepidophorella unadentata - Salmon, JT, 1941

  - Geslacht Neophorella - Womersley, 1934
    - Neophorella dubia - Womersley, 1934, t.t.

  - Geslacht Novacerus - Salmon, JT, 1942
    - Novacerus insolitatus - (Salmon, JT, 1941) Salmon, JT, 1942
    - Novacerus spinosus - (Salmon, JT, 1941) Salmon, JT, 1942
    - Novacerus tasmanicus - (Womersley, H, 1937) Yosii, 1967

  - Geslacht Pseudolepidophorella - Salmon, JT, 1941
    - Pseudolepidophorella longiterga - (Salmon, JT, 1937) Salmon, JT, 1941
- Onderfamilie Tomocerinae - Schäffer, 1896
  - Geslacht Aphaenomurus - Yosii, R, 1956
    - Aphaenomurus interpositus - Yosii, R, 1956, t.t.

  - Geslacht Entomocerus - Christiansen, KA et Pike, E, 2002
    - Entomocerus mirus - Christiansen, KA et Pike, E, 2002

  - Geslacht Lethemurus - Yosii, 1970
    - Lethemurus sp.1 - Pomorski, RJ et Steinmann, D, 2004
    - Lethemurus finitimus - Yosii, 1970
    - Lethemurus missus - (Mills, 1949)

  - Geslacht Monodontocerus - Yosii, 1955
    - Monodontocerus leqingensis - Sun & Liang, 2009
    - Monodontocerus modificatus - (Yosii, 1955) Yosii, R, 1956
    - Monodontocerus odongnyeoensis - Park, K-H et Lee, B-H, 1995

  - Geslacht Plutomurus - Yosii, R, 1956
    - Plutomurus sp.1 - Pomorski, RJ et Steinmann, D, 2004
    - Plutomurus sp.2 - Kaprus, IJ, Pomorski, RJ, Skarzynski, D et Potapov, MB, 2005
    - Plutomurus abchasicus - Martynova, 1969
    - Plutomurus baschkiricus - (Skorikov, 1900)
    - Plutomurus belozerovi - Martynova, 1979
    - Plutomurus borealis - Suma, Y, 1981
    - Plutomurus brevimucronatus - (Denis, 1928)
    - Plutomurus californicus - (Folsom, JW, 1913)
    - Plutomurus carpaticus - Rusek, J et Weiner, WM, 1978
    - Plutomurus diversispinus - Yosii, R, 1966
    - Plutomurus edaphicus - Yosii, 1967
    - Plutomurus grahami - Christiansen, 1980
    - Plutomurus gul - Yosii, R, 1966
    - Plutomurus iwatensis - Yoshii, 1991
    - Plutomurus jeleznovozski - Kniss & Thibaud, 1999
    - Plutomurus kelasuricus - Martynova, 1969
    - Plutomurus leei - Yosii, R, 1966
    - Plutomurus marmorarius - Yosii, 1967
    - Plutomurus riugadoensis - (Yosii, 1939) Yosii, R, 1956
    - Plutomurus sorosi - Kniss & Thibaud, 1999
    - Plutomurus suzukaensis - (Yosii, 1938) Yosii, R, 1956
    - Plutomurus unidentatus - (Börner, 1901) Dobat, 1979, B
    - Plutomurus vigintiferispina - Lee, 1974
    - Plutomurus wilkeyi - Christiansen, K, 1964
    - Plutomurus yamatensis - Yosii, R, 1956

  - Geslacht Pogonognathellus - Paclt, 1944
    - Pogonognathellus sp.1 - Bernard, 2009
    - Pogonognathellus sp.2 - Bernard, 2009
    - Pogonognathellus beckeri - (Börner, C, 1909)
    - Pogonognathellus bidentatus - (Folsom, JW, 1913) Massoud, Z & Ellis, WN, 1974
    - Pogonognathellus borealis - Yosii, 1967
    - Pogonognathellus celsus - (Christiansen, 1964) Massoud, Z & Ellis, WN, 1974
    - Pogonognathellus dubius - Christiansen, K, 1964
    - Pogonognathellus elongatus - Maynard, EA, 1951
    - Pogonognathellus flavescens - (Tullberg, 1871) Stach, 1929, B
    - Pogonognathellus longicornis - (Müller OF, 1776) Paclt, 1944, B
    - Pogonognathellus nigritus - (Maynard, EA, 1951)

  - Geslacht Tomocerina - Yosii, 1955
    - Tomocerina aokii - (Yosii, R, 1972)
    - Tomocerina calcea - Liu, Hou & Li, 1999
    - Tomocerina curta - (Christiansen, 1964)
    - Tomocerina lamellifera - (Mills, HB, 1934)
    - Tomocerina liliputana - Yosii, 1967
    - Tomocerina minuta - (Tullberg, T, 1877) Yosii, R, 1956
    - Tomocerina purpurithora - Liu, Hou & Li, 1999
    - Tomocerina simplex - Yosii, 1966
    - Tomocerina teres - (Christiansen, K, 1964)
    - Tomocerina tianshanensis - Ma, Y-T, Chen, J-X et Christiansen, K, 2003
    - Tomocerina tridentatus - Sun, Liang & Huang, 2007
    - Tomocerina yiliensis - Ma, Y-T, Chen, J-X et Christiansen, K, 2004

  - Geslacht Tomocerus - Nicolet, H, 1842
    - Tomocerus asahinai - Yosii, 1954
    - Tomocerus asiaticus - Martynova, 1969
    - Tomocerus asoka - Yosii & Ashraf, 1965
    - Tomocerus baicalensis - Martynova, 1969
    - Tomocerus baudoti - Denis, 1932
    - Tomocerus bimaculatus - Sun, Liang & Huang, 2006
    - Tomocerus caputiviolaceus - Lee, 1975
    - Tomocerus catalanus - Denis, 1924
    - Tomocerus changbaishanensis - Wang, 1999
    - Tomocerus cheni - Ma, Y-T et Christiansen, KA, 1998
    - Tomocerus christianseni - Stomp, N, 1969
    - Tomocerus cucullatus - Olfers, 1907, t.t.
    - Tomocerus cuspidatus - Börner, C, 1909
    - Tomocerus denticulus - Lee, 1975
    - Tomocerus deongyuensis - Lee, 1975
    - Tomocerus emeicus - Liu, Hou & Li, 1999
    - Tomocerus folsomi - Denis, 1929
    - Tomocerus fopingensis - Sun & Liang, 2008
    - Tomocerus hexipunctatus - Sun, Liang & Huang, 2007
    - Tomocerus ishibashii - Yosii, 1954
    - Tomocerus jesonicus - Yosii, 1967
    - Tomocerus jezoensis - Matsumura & Ishida in Matsumura, 1931
    - Tomocerus jordanai - Sun, Liang & Huang, 2006
    - Tomocerus kinoshitai - Yosii, 1954
    - Tomocerus lamelliger - (Börner, 1903) Gisin, 1960
    - Tomocerus laxalamellus - Lee, 1975
    - Tomocerus lividus - Tullberg, T, 1877
    - Tomocerus maculatus - Sun, Liang & Huang, 2007
    - Tomocerus magadanicus - Martynova, 1979
    - Tomocerus magnus - Sun & Liang, 2008
    - Tomocerus maximus - Liu, Hou & Li, 1999
    - Tomocerus minor - (Lubbock, 1862) Schäffer, 1900, t.t., B
    - Tomocerus mitrai - Prabhoo & Muraleedharan, 1980
    - Tomocerus montanus - (Oudemans, 1890) Yayuk, 1989
    - Tomocerus monticolus - Huang & Yin, 1981
    - Tomocerus multisetus - Sun, Liang & Huang, 2007
    - Tomocerus nepalicus - Yosii, 1971
    - Tomocerus nodentalis - Nguyen, 1995
    - Tomocerus noricus - Latzel, 1918
    - Tomocerus obscurus - Huang & Yin, 1981
    - Tomocerus ocreatus - Denis, 1948
    - Tomocerus orcinus - Absolon, K, 1901
    - Tomocerus orientalis - Martynova, 1979
    - Tomocerus parvus - Huang & Yin, 1981
    - Tomocerus petalospinus - Salmon, 1969
    - Tomocerus problematicus - Cassagnau, P, 1964
    - Tomocerus punctatus - Yosii, 1967
    - Tomocerus purpuratus - Sun, Liang & Huang, 2006
    - Tomocerus sachalinensis - Martynova, 1979
    - Tomocerus serratospinus - Salmon, 1969
    - Tomocerus setoserratus - Salmon, JT, 1941
    - Tomocerus shuense - Liu, 2003
    - Tomocerus sibiricus - Reuter, 1891
    - Tomocerus similis - Chen, J-X et Ma, Y-T, 1997
    - Tomocerus sp. - I da Gama, 1959
    - Tomocerus sp. - II da Gama, 1959
    - Tomocerus spinistriatus - Lee, 1975
    - Tomocerus spinulus - Chen, J-X et Christiansen, KA, 1998
    - Tomocerus steinbocki - Yosii, 1971
    - Tomocerus taeniatus - (Koch & Berendt, 1854)
    - Tomocerus teldanicus - Gruia, 1995
    - Tomocerus terrestralis - (Stach, 1922) Cassagnau, P, 1958
    - Tomocerus varius - Folsom, 1899
    - Tomocerus vasconius - Bonet, 1928
    - Tomocerus violaceus - Yosii, R, 1956
    - Tomocerus viridescens - Wankel, 1860
    - Tomocerus viridis - Yosii, 1967
    - Tomocerus vulgaris - (Tullberg, 1871) Brook, 1883, B
    - Tomocerus wushanensis - Sun, Liang & Huang, 2007
    - Tomocerus zayueensis - Huang & Yin, 1981

  - Geslacht Tomolonus - Mills, 1949
    - Tomolonus reductus - Mills, 1949

  - Geslacht Tritomurus - Frauenfeld, 1854
    - Tritomurus falcifer - Cassagnau, P, 1958
    - Tritomurus scutellatus - Frauenfeld, 1854

## In Nederland waargenomen soorten
- Genus: Pogonognathellus
  - Pogonognathellus flavescens
  - Pogonognathellus longicornis
- Genus: Tomocerus
  - Tomocerus minor
  - Tomocerus vulgaris